# Volkswagen Ameo
Volkswagen Ameo – samochód osobowy klasy aut miejskich produkowany przez niemiecki koncern motoryzacyjny Volkswagen AG w Indiach od czerwca 2016 roku do kwietnia 2020 roku.

## Historia i opis modelu

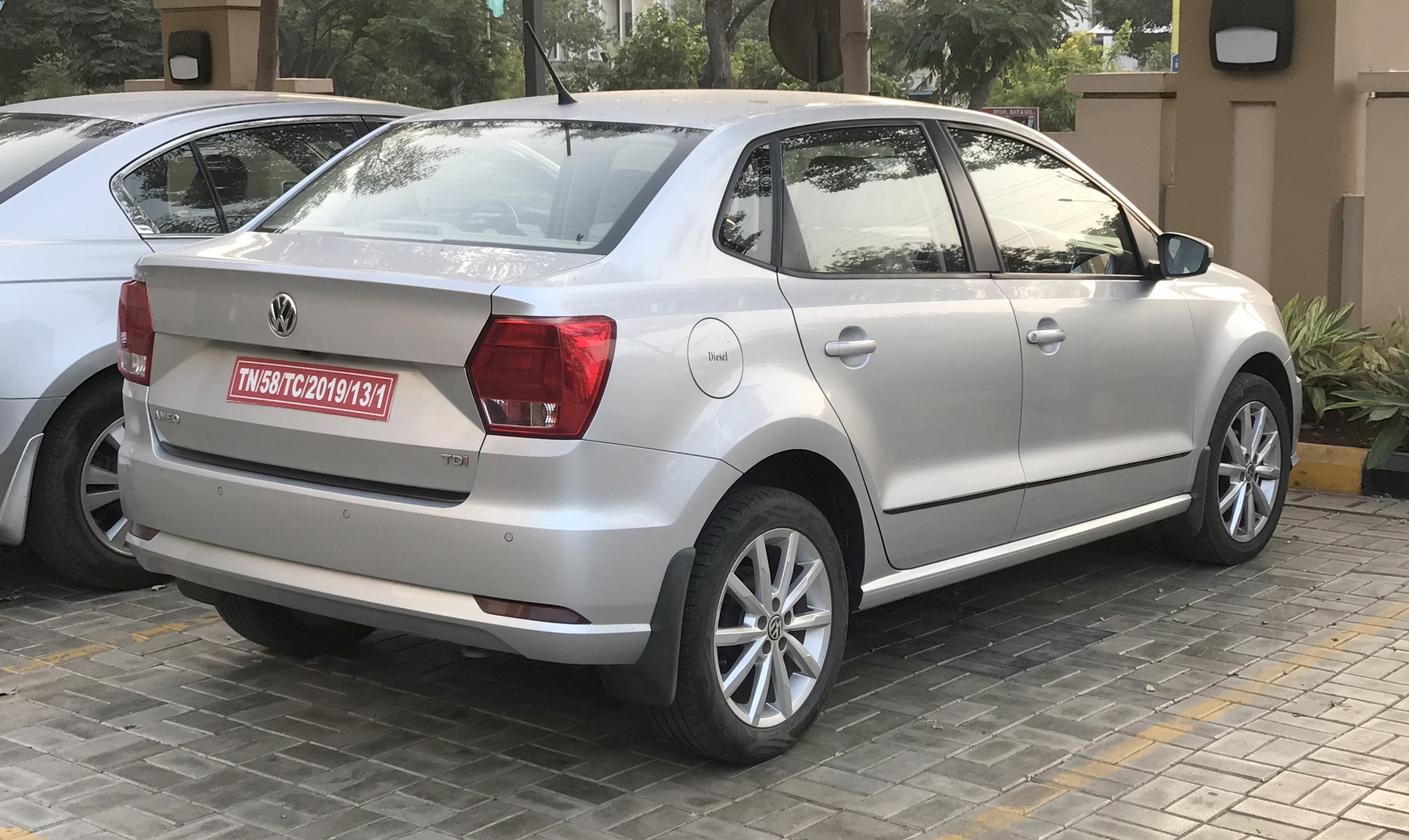
Volkswagen Ameo - tył

Samochód został po raz pierwszy zaprezentowany podczas targów motoryzacyjnych Auto Expo w New Delhi na początku 2016 roku. Auto zbudowane zostało specjalnie z myślą o indyjskim rynku motoryzacyjnym. Pojazd bazuje na płycie podłogowej PQ25 która wykorzystana została do budowy m.in. Volkswagena Polo i Audi A1.
Podstawową jednostką napędową pojazdu jest benzynowy silnik trzycylindrowy o pojemności 1.2 l i mocy 73 KM. Samochód napędzany może być także jednostką wysokoprężną 1.5 TDI o mocy 88 KM.

### Wyposażenie
Pojazd może być w zależności od wersji wyposażony m.in. w 4 poduszki powietrzne, tempomat, system multimedialny MirrorLink, dwukolorową tapicerkę, przedni podłokietnik, fotochromatyczne lusterko wsteczne, chłodzony schowek, czujniki parkowania, system Bluetooth, a także kamerę cofania.